# سكوت بيكر (مهندس)
سكوت بيكر (بالإنجليزية: Scott Baker) هو مهندس أمريكي، ولد في 30 أبريل 1957، وتوفي في 23 يونيو 2000.